# Sibila de Anhalt
Sibila de Anhalt (em alemão:  Sibylla; 28 de setembro de 1564 – 26 de outubro de 1614) foi uma princesa da Casa de Ascânia de Anhalt que se tornou duquesa de Württemberg graças ao seu casamento com o duque Frederico I. Era a quarta filha (mas a terceira a chegar à idade adulta) de Joaquim Ernesto, Príncipe de Anhalt e da sua primeira esposa, a condessa Inês de Barby-Mühlingen.

## Biografia
Sibila nasceu em Bernburg em 1564. Em 1577, a sua irmã mais velha, a princesa Ana Maria, foi dispensada do seu posto como abadessa imperial de Gernrode e Frose para se casar com o duque Joaquim Frederico de Brieg. Pressionada pelo seu pai, Sibila foi escolhida como sua sucessora. Sibila foi confirma para este posto pelo sacro-imperador Rudolfo II. Do seu reinado como abadessa sobrou apenas um registo da sua actividade: um documento da abadia no qual Sibila ofereceu à viúva de Stefan Molitor (o primeiro Superintendente Evangélico da abadia) uma porção de terra.
Em 1581, Sibila foi dispensada do seu posto de abadessa para se casar com o conde Frederico de Mömpelgard, herdeiro-aparente do ducado de Württemberg. O casamento foi arranjado pela sua madrasta, a duquesa Leonor de Württemberg. O casamento celebrou-se no dia 22 de Maio desse mesmo ano. A sua sucessora como abadessa foi a sua meia irmã Inês Edviges.
Sibila tinha apenas dezasseis quando se casou e deu quinze filhos ao seu marido durante os primeiros quinze anos de casamento. Contudo a condessa não tinha um papel importante na corte nem influência no marido que não considerava a fidelidade uma obrigação entre os seus direitos de monarca absoluto. Após o nascimento da sua última filha, o casal começou a viver vidas separadas. Durante as suas viagens frequentes a França, Itália e Inglaterra, Frederico não levava a esposa consigo. Sucedeu o primo do seu pai, Luís III, como duque de Württemberg em 1593.
Sibila queria aumentar o seu conhecimento de botânica e química. Para disfarçar o seu interesse na disciplina duvidosa de alquimia, Sibila explicava que o que fazia era juntar uma colecção de ervas para a produção de medicamentos para os mais pobres. Nomeou Helena Magenbuch, filha de Johann Magenbuch, o médico pessoal de Martinho Lutero e do sacro-imperador Carlos V, sua conselheira cientifica. Helena Magenbuch recebeu o título de farmacêutica da corte de Württemberg. Entre 1606 e 1607, Maria Andreae passou a ocupar esta posição.
Após a morte do seu marido em 1608, Sibila retirou-se para Leonberg onde contratou o arquitecto Heinrich Schickhardt para criar o Schloss Leonberg bem como o seu conhecido Pomeranzengarten (Jardim das Laranjas) em estilo renascentista. Em 1609, Schickhardt construiu uma casa nas margens de um lago perto de Leonberg (Seehaus Leonberg) que passou a ser utilizada como cabana de caça. Sibila morreu em Leonberg em 1614.

## Descendência
Do seu casamento nasceram os seguintes filhos:
1. João Frederico de Württemberg (5 de maio de 1582 - 18 de julho de 1628), casado com a marquesa Bárbara Sofia de Brandemburgo; com descendência.
2. Jorge Frederico de Württemberg (23 de abril de 1583 - 10 de fevereiro de 1591), morreu aos sete anos de idade.
3. Sibila Isabel de Württemberg (10 de abril de 1584 - 20 de janeiro de 1606), casada com o duque João Jorge I da Saxónia; sem descendência.
4. Isabel de Württemberg (nascida e morta a 15 de janeiro de 1585)
5. Luís Frederico de Württemberg-Mömpelgard (29 de janeiro de 1586 - 26 de janeiro de 1631), casado primeiro com a condessa Isabel Madalena de Hesse-Darmstadt; com descendência. Casado depois com a condessa Ana Leonor de Nassau-Saarbrücken; com descendência.
6. Joaquim Frederico de Württemberg (27 de janeiro de 1587 - 31 de janeiro de 1587), morreu com quatro dias de idade.
7. Júlio Frederico de Württemberg-Weiltingen (3 de junho de 1588 – 25 de abril de 1635), casado com a duquesa Ana Sabina de Schleswig-Holstein-Sonderburg; com descendência.
8. Filipe Frederico de Württemberg (9 de maio de 1589 - 5 de setembro de 1589), morreu aos quatro meses de idade.
9. Eva Cristina de Württemberg (6 de maio de 1590 - 18 de março de 1657), casada com o marquês João Jorge de Brandemburgo-Jägerndorf; sem descendência.
10. Frederico Aquiles de Württemberg-Neuenstadt (5 de maio de 1591 - 20 de dezembro de 1630), nunca se casou nem teve filhos.
11. Inês de Württemberg (7 de maio de 1592 - 25 de novembro de 1629), casada com o duque Frederico Júlio de Saxe-Lauenburg; com descendência.
12. Bárbara de Württemberg (4 de dezembro de 1593 - 18 de maio de 1627), casada com o marquês Frederico V de Baden-Durlach; com descendência.
13. Magnus de Württemberg (12 de dezembro de 1594 - 6 de maio de 1622), morreu em combate; sem descendência.
14. Augusto de Württemberg (24 de janeiro de 1596 - 21 de abril de 1596), morreu aos três meses de idade.
15. Ana de Württemberg (25 de março de 1597 - 4 de novembro de 1650), nunca se casou nem teve filhos.

## Genealogia
| Sibila de Anhalt | Pai: Joaquim Ernesto, Príncipe de Anhalt | Avô paterno: João V, Príncipe de Anhalt-Zerbst               | Bisavô paterno: Ernesto I, Príncipe de Anhalt-Dessau                   |
| Sibila de Anhalt | Pai: Joaquim Ernesto, Príncipe de Anhalt | Avô paterno: João V, Príncipe de Anhalt-Zerbst               | Bisavó paterna: Margarida de Münsterberg-Oels                          |
| Sibila de Anhalt | Pai: Joaquim Ernesto, Príncipe de Anhalt | Avó paterna: Margarida de Brandemburgo, Duquesa da Pomerânia | Bisavô paterno: Joaquim I Nestor, Príncipe-Eleitor de Brandemburgo     |
| Sibila de Anhalt | Pai: Joaquim Ernesto, Príncipe de Anhalt | Avó paterna: Margarida de Brandemburgo, Duquesa da Pomerânia | Bisavó paterna: Isabel da Dinamarca, Princesa-Eleitora de Brandemburgo |
| Sibila de Anhalt | Mãe: Inês de Barby-Mühlingen             | Avô materno: Wolfgang I de Barby-Mühlingen                   | Bisavô materno: Burkhart V de Barby-Mühlingen                          |
| Sibila de Anhalt | Mãe: Inês de Barby-Mühlingen             | Avô materno: Wolfgang I de Barby-Mühlingen                   | Bisavó materna: Madalena de Mecklemburgo                               |
| Sibila de Anhalt | Mãe: Inês de Barby-Mühlingen             | Avó materna: Inês de Mansfeld zu Mittel-Ort                  | Bisavô materno: Gerardo VII de Mansfeld                                |
| Sibila de Anhalt | Mãe: Inês de Barby-Mühlingen             | Avó materna: Inês de Mansfeld zu Mittel-Ort                  | Bisavó materna: Margarida de Gleichen                                  |